# HD 5319
HD 5319 — звезда, которая находится в созвездии Кита на расстоянии около 326 световых лет от нас. Вокруг звезды обращается, как минимум, одна планета.

## Характеристики
HD 5319 представляет собой жёлтый субгигант, превосходящий Солнце по массе в 1,56 раза и по размерам в 3,26 раза. Температура поверхности звезды значительно холоднее солнечной: около 5052 кельвинов. Светимость звезды равна 4,6 солнечной; возраст HD 5319 оценивается приблизительно в 2,4 миллиарда лет.

## Планетная система
В 2007 году группа астрономов из обсерватории Кек объявила об открытии планеты HD 5319 b в системе. По массе она почти вдвое превосходит Юпитер. Полный оборот вокруг родительской звезды она совершает за 675 суток. Открытие было совершено методом Доплера.